# Ameland
Ameland (en frison : It Amelân) est une des îles de la Frise-Occidentale et une commune néerlandaise de la province de Frise.

## Géographie

### Situation
Située sur la côte nord des Pays-Bas, entre Terschelling à l'ouest et Schiermonnikoog à l'est, Ameland est, en partant de l'ouest, la quatrième île habitée, baignée au nord par la mer du Nord et au sud par celle des Wadden. Avec un territoire de 273 km2, qui comprend les bancs de sable Engelsmanplaat et Rif à l'est, elle est la troisième plus grande île de Frise. Ameland est séparé de Terschelling par le Borndiep (canal maritime reliant la mer des Wadden à la mer du Nord) et des hauts-fonds.

### Relief et paysages
Ameland se compose essentiellement de dunes de sable. À l'est de Buren, s'étend le Oerd, une réserve naturelle marécageuse où vivent de nombreux oiseaux et à travers un certain nombre de canaux l'eau de mer entre et sort librement. La longueur totale de la plage est de 27 km et la longueur totale des pistes est de 100 km.
Comme toutes les îles de la Frise, Ameland est un territoire naturel unique qui abrite une profusion de plantes, créée par la grande variété de paysages. Grâce à cette flore, une soixantaine d'espèces d'oiseaux y niche chaque année. À l'extrémité est du Oerd se trouve une grande plaine de sable, le Hon. À côté des dunes et des plages, Ameland possède quelques bois, comme celui de Nes.

## Villages
L'île a quatre villages, ainsi qu'un hameau.
Il y avait autrefois deux villages supplémentaires, Oerd et Sier, mais ils ont été inondés et reposent désormais au fond de la mer. Les noms de ces villages restent vivants grâce au MS Oerd et MS Sier, qui sont les noms des deux ferrys desservant l'île. On trouve, d'ouest en est :
- Hollum, le village le plus peuplé, situé sur la côte ouest, siège du phare de l'île
- Ballum, le plus petit village, site du terrain d'aviation de l'île, l'aéroport d'Ameland
- Nes, deuxième village le plus peuplé, très touristique avec de nombreux hôtels, le lycée de l'île, Burgemeester Waldaschool ainsi que le lieu de débarquement des ferrys en provenance de Holwerd sur le continent
- Buren, situé au centre de l'île, a la plage principale de Ameland
  - Kooiplaats, hameau en dépendant, à l'est du village, composé de quelques exploitations agricoles

## Démographie
Population de chaque village de l'île en 2010 (en 2008) :
- Hollum : 1150 (1400)
- Nes : 1085 (1200)
- Buren : 680 (670)
- Ballum : 355 (370)

## Histoire
Mentionnée pour la première fois au VIIIe siècle sous le nom de Ambla, l'île payait un tribut au comté de Hollande jusqu'en 1424 lorsque son seigneur, Ritske Jelmera, déclara l'île seigneurie libre (vrijheerschap).
Bien que la Hollande, la Frise et le Saint-Empire romain aient contesté ce statut quasi indépendant, elle restera une seigneurie libre jusqu'à ce que la famille dirigeante, Cammingha, disparaisse en 1708. Ensuite, le stadhouder frison Jean Guillaume Friso, Prince d'Orange, devient seigneur d'Ameland, et à sa suite, son fil le stadhouder de tous les Pays-Bas, Guillaume IV, Prince d'Orange, et son petit-fils, Guillaume V, Prince d'Orange.
C'est seulement par la Constitution de 1813 que l'île fut finalement intégrée aux Pays-Bas, dans la province de la Frise. De nos jours, le monarque des Pays-Bas a toujours le titre de Seigneur de Ameland (Vrijheer van Ameland).
En 1871 et 1872, une digue a été construite entre Ameland et le continent, et entretenue par une entreprise désirant récupérer des terres dans la mer des Wadden. Cette digue allait de Holwerd à Buren et faisait 8,7 km de long. La province et le royaume ont chacun payé 200 000 florins pour ces travaux. Finalement ce fut sans succès : la digue n'était pas assez solide et en 1882, après de violentes tempêtes d'hiver, l'entretien et la réparation du barrage ont été arrêtés. Des restes de la digues peuvent être vus par marée basse. Le ponton d'embarquement à Holwerd est le début de cette digue.
En 1940 les troupes allemandes traversèrent la mer et prirent possession d'Ameland en quelques heures. En raison de son intérêt stratégique limité, les Alliés n'ont jamais envahi l'île. Les forces allemandes sur l'île ne se sont pas rendues avant le 3 juin 1945, presque un mois après la capitulation de l'Allemagne nazie.
C'est au large de cette île qu'un feu de navire survient en juillet 2023 à bord du roulier MV Fremantle Highway, faisant craindre un naufrage pouvant causer une marée noire. Le navire est remorqué au large avant de pouvoir maîtriser l'incendie et éviter tout risque de collision avec d'autres navires de commerce,,.

## Transport
La plupart des voyageurs arrivent l'île par ferry depuis Holwerd, mais il y a aussi un aérodrome près de Ballum (l'aéroport d'Ameland). Un service de bus relie le ferry à Hollum/Ballum (ligne 1) et à Burren/Nes (ligne 2). Quand la marée entre la Frise et Ameland est au plus bas, il est possible de traverser à pied avec l'aide d'un guide assermenté.

## Personnalités notables
Les personnes suivantes sont nées sur Ameland :
- Hannes de Boer (1899-1982), sauteur en longueur
- Jan Bruin (1969), footballeur
- Willem Cornelis de Groot (1853-1939), architecte
- Johannes cardinal de Jong (1885-1955), archevêque d'Utrecht
- Meike de Vlas (1942-2022), rameuse néerlandaise.